# Хексода
Хексода је врста електронске цијеви са шест електрода смјештених у стаклени или метални балон са вакуумом. 
Загријана катода емитује електроне, који иду према позитивној аноди. Решетке које се налазе између катоде и аноде омогућују регулацију струје у цијеви, и њену употребу у улози мјешача (мјешалице) сигнала, обично у локалном осцилатору радио-пријемника.

## Историја
За историјат, погледати чланак Електронска цијев.

## Начин рада и опис
Пошто је експоненцијалним пентодама био потребан велик регулациони напон, за потребе регулације високофреквентног појачања и мијешање у локалном осцилатору и међуфреквентном степену радио-пријемника уведена је хексода. 
Ова електронска цијев има двије контролне решетке, G1 и G3.
На G1 се доводи измјенични напон који врши прво управљање анодном струјом. Друга контролна решетка G3 такође врши управљање анодном струјом. 
Заједно оне модулирају проток електрона кроз цијев и тако је постигнуто једноставно мултипликативно мијешање сигнала, које је употребљиво на примјер за мјешалицу (мешалицу, мешач) међуфреквентног степена у радио-пријемнику. Ово мијешање смањује број хармоничких компоненти у излазном сигналу у односу на диодно или транзисторско мијешање, јер настају само фреквенције суме и разлике, а не и њихови хармоници. 
Примјер ове цијеви је AH-1.

## Примјена
Хексоде су обично кориштене у међуфреквентном степену или локалном осцилатору радио-пријемника.

## Симбол
Симбол хексоде је приказан на слици, са индиректно гријаном катодом.
- Симбол вакуумске хексоде.